# Escurinho
Escurinho, właśc. Benedito Custódio Ferreira (ur. 3 lipca 1930 w Nova Lima, zm. 12 grudnia 2020 w Rio de Janeiro) – brazylijski piłkarz, występujący podczas kariery na pozycji ofensywnego pomocnika.

## Kariera klubowa
Piłkarską karierę Escurinho rozpoczął w Villa Nova AC w1950 roku. Z Vila Nova zdobył mistrzostwo stanu Minas Gerais – Campeonato Mineiro w 1951 roku. W 1954 roku przeszedł do Fluminense Rio de Janeiro i grał w nim przez 12 lat. Podczas tego dwukrotnie zdobył mistrzostwo stanu Rio de Janeiro – Campeonato Carioca w 1959 i 1964 oraz dwukrotnie wygrał Turniej Rio-São Paulo w 1957 i 1960 roku. W ostatnich trzech latach kariery występował w kolimbijskim Atlético Junior.

## Kariera reprezentacyjna
W reprezentacji Brazylii Escurinho zadebiutował 18 września 1955 w zremisowanym 1-1 meczu z reprezentacją Chile, którego stawką było Copa O’Higgins 1955. W tym samym roku zdobył Copa Oswaldo Cruz 1955. W 1956 roku uczestniczył w tournée reprezentacji Brazylii po Europie. Ostatni raz w reprezentacji wystąpił 1 maja 1956 w wygranym 1-0 meczu z reprezentacją Turcji. Łącznie w latach 1955–1956 wystąpił w reprezentacji osiem razy.